# Dittenheim
Dittenheim là một đô thị ở huyện Weißenburg-Gunzenhausen, bang Bayern, Đức.